# Rókus (keresztnév)
A Rókus a germán eredetű Rochwald név rövidült és latinosított Rochus formájából származó férfinév, jelentése: kiált, üvölt.

## Rokon nevek
- Rokkó:[1] a Rókus olasz formájából ered.[2]

## Gyakorisága
Az 1990-es években a Rókus és a Rokkó szórványos név, a 2000-es években nem szerepelnek a 100 leggyakoribb férfinév között.

## Névnapok
Rókus, Rokkó
- augusztus 16.[2]

## Híres Rókusok, Rokkók
- Szent Rókus
- Varga Rókus, szinkronszínész